# Koreas arbetarparti
Koreas arbetarparti är Nordkoreas största och även statsbärande parti. Eftersom Nordkorea är en enpartistat är inga andra verkligt självständiga partier i praktiken godkända. Andra politiska partier i Nordkorea är Chondoistiska Chongupartiet och Koreas socialdemokratiska parti, men dess är enbart lydpartier.
Partiet grundades 1949 genom en sammanslagning av Nordkoreas arbetarparti och Sydkoreas arbetarparti och har sedan dess endast haft tre ledare: Kim Il Sung (1949–1994), Kim Jong Il (1997–2011) och Kim Jong Un (sedan 2011). Den 11 april kom uppgifter om att företrädare för Koreas Arbetarparti i Pyongyang har utsett Kim Jong Il till partiets evige generalsekreterare.
Partiet följer juche-idén, som är en socialistisk revolutionär teori och filosofi utvecklad av Kim Il Sung, med inspiration från marxismen-leninismen.

## Historia
30 juni 1949 höll Nordkoreas arbetarparti och Sydkoreas arbetarparti enighetskongress i Pyongyang och bildade Koreas arbetarparti. Kim Il Sung, viceordförande i Nordkoreas arbetarparti, valdes till det nya partiets ordförande och Pak Hon Yong som varit ordförande för Sydkoreas arbetarparti och dess föregångare Koreas Kommunistiska Parti, blev biträdande partiordförande tillsammans med Ho Ka-i.
Det koreanska arbetarpartiet var en koalition av koreanska marxister och gerillakämpar från olika delar av den koreanska halvön. Kring Kim Il Sung samlades veteraner från gerillaåren på 1930-talet, dessutom fanns det kommunister som kämpat med de kinesiska kommunisterna i Yan'an och koreanska kommunister med sovjetiskt medborgarskap. Till detta kom ett stort antal kommunister från Sydkorea tagit sin tillflykt till Nordkorea.
Så snart vapenstilleståndet i Koreakriget hade slutits 1953 satte Kim Il Sung igång med att undanröja sina rivaler i partiet. Den sydkoreanske kommunisten Pak Hon-yong fick skulden för att de sydkoreanska massorna inte välkomnat de nordkoreanska trupperna 1950. Han dömdes till döden 1953 och avrättades troligen 1956. Även den sovjetisk-koreanske kommunisten Ho Ka-i hamnade i onåd och begick självmord under oklara omständigheter.
I februari 1956 höll Sovjetunionens ledare Nikita Chrusjtjov ett hemligt tal på SUKP:s tjugonde partikongress, där han kritiserade Stalins personkult. Varken Kim Il Sung eller hans rivaler närvarade på mötet, men avstaliniseringen inspirerade "Yan'an-fraktionen" kring Kim Tu-bong och den "sovjetiska fraktionen" att kritisera Kim Il-sung för att ägna sig åt personkult medan denne var på besök i Moskva sommaren 1956. Vid hemkomsten genomdrev Kim Il-sung en utrensning mot de båda fraktionerna och Kim Tu-bong anklagades för att vara amerikansk spion. Han avsattes från sina poster och antas ha avrättats kring 1957.
Parallellt med utrensningarna av olika fraktioner så trängdes partimedlemmar med sydkoreanska rötter ut från ledande positioner i partiet till förmån för partimedlemmar från norra Korea. Vid slutet av 1950-talet hade Kim Il Sung gjort sig av med alla rivaler om makten och framstod som Nordkoreas obestridde ledare.